# René Fröhlich
René Fröhlich (* 14. Dezember 1967 in Burgstädt) war ein Politiker der Partei Die Linke. Von 2005 bis 2009 war er Mitglied des Sächsischen Landtags.

## Leben
René Fröhlich machte von 1986 bis 1990 ein Studium an der Offiziershochschule der LSK/LV der NVA "Franz Mehring" in Kamenz. Er arbeitete von 1990 bis 1991 als Trainer und dann von 1991 bis 1995 als Filialleiter eines Sicherheitsdienstes. Ab 1995 machte er sich als Versicherungskaufmann selbstständig. 2004 wurde er Regionalmanager.

## Politik
René Fröhlich trat 1998 in die PDS ein. Seit dem 9. Dezember 2005 war er Mitglied des Sächsischen Landtags. Er rückte für die ausgeschiedene Barbara Höll nach. Für seine Fraktion war er im Petitionsausschuss und im Innenausschuss vertreten. Mit Ende der Legislaturperiode schied er im September 2009 aus dem Landtag aus.